# Serafim Byrzakow
Serafim Iwanow Byrzakow (bg. Серафим Иванов Бързаков; ur. 22 lipca 1975) – bułgarski zapaśnik walczący w stylu wolnym. Czterokrotny olimpijczyk. Srebrny medalista z Sydney 2000, ósmy w Atenach 2004, jedenasty w Pekinie 2008 i dwunasty w Atlancie 1996. Startował w kategoriach 57–66 kg.
Dziesięciokrotny uczestnik mistrzostw świata, czterokrotny medalista, złoto w 1998 i 2001. Zdobył dziesięć medali na mistrzostwach Europy, a na najwyższym stopniu podium stawał w 1996, 1998, 2001 i 2005. Drugi na ME juniorów w 1993 roku.
- Turniej w Atlancie 1996 - 57 kg

Pokonał Australijczyka Cory O’Briena i przegrał z Ri Yong-Samem z Korei Północnej i Sonnym Abe z Japonii. 
- Turniej w Sydney 2000 - 63 kg

Zwyciężył Niemca Jürgena Scheibe, Ruslana Bodișteanu z Mołdawii, Kubańczyka Carlosa Ortiza i Mohammada Talajiego z Iranu. W finale uległ Muradowi Umachanowi z Rosji.
- Turniej w Atenach 2004 - 66 kg

Wygrał z Evanem MacDonaldem z Kanady, a przegrał z Kazachem Leonidem Spiridonowem i odpadł z turnieju.
- Turniej w Pekinie 2008 - 66 kg

Wyeliminował Jeonga Yeonga-ho z Korei Południowej i odpadł po walce z Gruzinem Otarem Tusziszwilim.
W 2019 roku w mieście Petricz otwarto nową halę sportową imienia Serafima Burzakowa.